# Retalhuleu

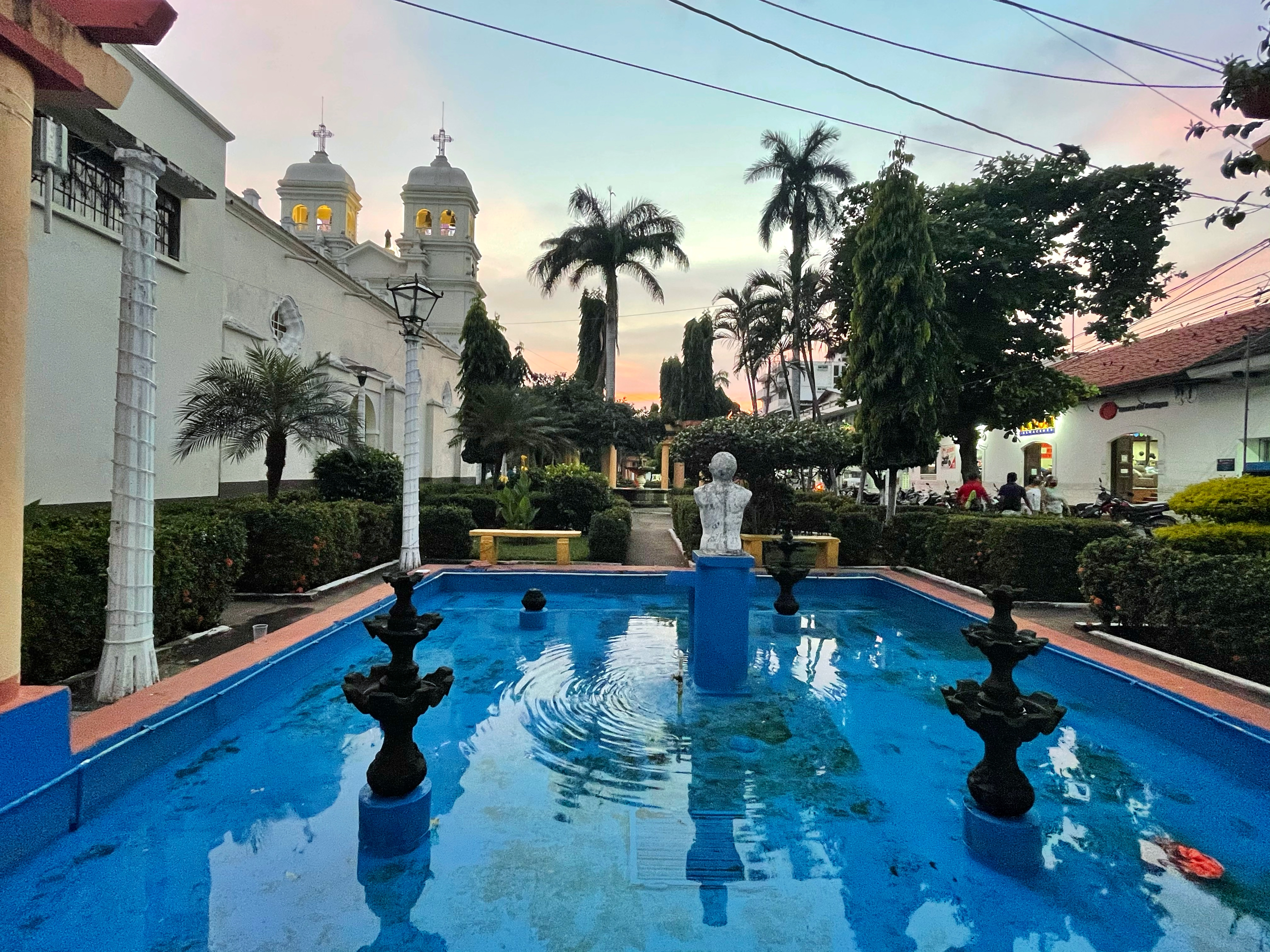
Retalhuleu, Parque Central (2020)

Retalhuleu (im Volksmund Re-u) ist eine Stadt in Guatemala. Sie ist Verwaltungssitz des Departamentos Retalhuleu sowie der gleichnamigen Großgemeinde (Municipio), welche 796 km² umfasst und etwa 77.000 Einwohner hat.

## Lage und Klima
Die Stadt liegt 186 km westlich von Guatemala-Stadt und 52 km südlich von Quetzaltenango zwischen der Sierra Madre und der Pazifikküste auf 239 m Höhe. Von der Hauptstadt aus erreicht man Retalhuleu über die moderne Autobahn CA 9 und die bei Escuintla abzweigende Pazifikfernstraße CA 2 in etwa drei Stunden.
Retalhuleu liegt in der pazifischen Tieflandregion (Costa Cuca). Das Klima ist tropisch-heiß. Die Regenzeit dauert von Mai bis Oktober.

## Wirtschaft und Tourismus
Retalhuleu ist die Hauptstadt eines der wohlhabendsten und produktivsten Departamentos in Guatemala. Wichtigster Wirtschaftszweig ist die Landwirtschaft und hier insbesondere der Anbau und die Verarbeitung von Zuckerrohr. Die Stadt liegt strategisch günstig in der Nähe der Kreuzung der Pazifikfernstraße CA 2 (Mexiko-El Salvador) und der Nationalstraße 9, die den 38 km entfernten Pazifikhafen Champerico über Retalhuleu mit Quetzaltenango im Hochland verbindet. Die Eisenbahnstrecke, die Retalhuleu im Tiefland mit Champerico, Mexiko und über Escuintla (Guatemala) mit Guatemala-Stadt verbindet, ist nicht mehr in Betrieb. Bei Retalhuleu befindet sich der Flugplatz Retalhuleu, der für die Allgemeine Luftfahrt genutzt wird. Auf dem militärischen Teil unterhalten die Streitkräfte Guatemalas eine Flugschule.
Die Stadt hat ein im Kolonialstil gebautes gut erhaltenes Zentrum. Im Museo de Arqueología y Etnología sind zahlreiche archäologische Funde ausgestellt. In der Umgebung befinden sich mehrere Ausgrabungsstätten, darunter die Maya-Ruinen Takalik Abaj und San Juan Noj.
Von überregionaler Bedeutung ist ein etwas weiter nördlich, bei San Martín Zapotitlán gelegener Wasserpark (Parque Acuatico Xocomil) sowie der benachbarte Vergnügungspark Xetulul. Beide werden von der guatemaltekischen Arbeitnehmer-Wohlfahrtsorganisation IRTRA unterhalten.
Retalhuleu verfügt über zahlreiche Hotels und eignet sich als Ausgangspunkt für Ausflüge in die Umgebung.

## Geschichte
Bereits vor der Ankunft der Spanier war das Gebiet von Retalhuleu zwischen den rivalisierenden Mam und Quiché umstritten. Der Conquistador Pedro de Alvarado soll zwischen den beiden verfeindeten Parteien mit dem Schwert bei Retalhuleu eine Grenzlinie in den Boden gezogen haben. Von dieser Begebenheit leitet sich der Name der Stadt ab, der so viel bedeutet wie „Zeichen auf dem Boden“. Die Stadt wurde im Jahr 1825 gegründet, indem man die beiden benachbarten Orte San Antonio Retalhuleu und Santa Catarina Sacatepéquez zusammenlegte. 1877 erhob man Retalhuleu zum Verwaltungssitz des neugeschaffenen gleichnamigen Departamentos. Zuvor hatte das Gebiet zu Suchitepéquez gehört.

## Persönlichkeiten
- Myrna Mack Chang (1949–1990), Anthropologin und Menschenrechtsaktivistin
- Nikte Sotomayor (* 1994), Badmintonspielerin